# Andrena ziminae
Andrena ziminae là một loài Hymenoptera trong họ Andrenidae. Loài này được Osytshnjuk mô tả khoa học năm 1986.